# Duncan (Oregon)
Duncan az Amerikai Egyesült Államok Oregon államának Umatilla megyéjében elhelyezkedő önkormányzat nélküli település.
A posta 1899 és 1958 között működött.